# 零の欠片 ゼロフラグメント
『零の欠片-ゼロフラグメント-』（ぜろのかけら ゼロフラグメント）は、原作：Teamきゃら、漫画：窮月ひなたによる日本の漫画作品。

## 概要
不可解な殺人事件の謎を解いていくオカルトミステリー作品。シリアスな部分も多いが、時にギャグの要素も含まれている。事件の謎を解き明かす上でVR空間が登場するなど、新たな要素が加わっている。作画担当の窮月ひなたは初の連載作品。『LINEマンガ』（LINE Digital Frontier）にて2020年4月28日より連載中。略称は「ゼロフラ」。

## あらすじ
街で起こる不可解な殺人事件。そんな現場に必ず現れるのは記憶を失った青年・美津宮零児である。零児は風景を写真のように記憶するアイデティック・メモリーと洞察力を武器にして、死者の国とつながる電脳空間「ヨモツクニ」にいる磐井三郎、警視庁の宗像樹と共に事件の謎に迫っていく。

## 登場人物
美津宮 零児（みつみや れいじ）
本作の主人公。職業は風来坊。母親を探して日本中を旅している。18歳。風景を写真のように記憶出来るアイデティック・メモリー（直観像記憶）の能力を持つ。首から下げたゴーグルを装着すると発動する「ヨモツクニ」では死者の国とつながる電脳VR空間へ意識を移動させることが出来る。
磐井 三郎（いわい さぶろう）
零児、樹の仲間。死者の国とつながる電脳空間「ヨモツクニ」の住人。ヨモツクニではタキシードにクロスタイという正礼装の姿で現れる。零児の質問に1日1つだけ答えるルールを設けている。零児が現実世界にいる時はスマートフォン上に登場して零児や樹と会話をする。
宗像 樹（むなかた いつき）
零児、三郎の仲間。22歳。捜査の際はインバネスコートと鹿撃ち帽（ディアストーカー･ハット）を着用。「ホームズ流柔術」という格闘術を身に着けており、ピンチ時に技を繰り出すことがある。技の名前にはシャーロック・ホームズシリーズの名を冠した『まだらの紐』が登場している。

## 用語
ヨモツクニ
零児がゴーグルをかけて「現世常世の大禍刻、神以て繋げヨモツクニ」と唱えることによって行けるVR電脳空間。